# Strada nazionale 14 (Marocco)
La strada nazionale 14 (N 14) in Marocco è una strada che collega Laayoune a Smara.